# Бри Диспейн
Бри Диспейн (на английски: Bree Despain) е американска писателка на бестселъри в жанра фентъзи и паранормален любовен роман.

## Биография и творчество
Бри Рене Бейсинджър Диспейн е родена на 13 януари 1979 г. в Солт Лейк Сити, Юта, САЩ. Още като дете започва да пише истории, които чете на своите приятелки.
В колежа започва да учи право, за да стане адвокат, преоткрива детската си страст към писането и започва да пише, и да режисира пиеси, като част от програма за тийнейджъри в риск от Филаделфия и Ню Йорк. Решава да се посвети на мечтата си да стане писател и учи и творческо писане в Университета „Бригам Янг“ в Прово, Юта.
След дипломирането си обаче се омъжва, ражда първото си дете и започва да работи по осем часа на ден, изоставяйки мечтата си. Един ден обаче преживява автомобилна катастрофа, при която сериозно е наранен кракът ѝ и претърпява операция. Тогава осъзнава, че животът е твърде кратък, за да се откажеш от мечтите си. Няколко дни по-късно съпругът ѝ купува лаптоп и ѝ го подарява в болничното легло с думите: „По-добре започни да пишеш“. Той става нейното „спасително въже“ в трудното възстановяване.
На шестата годишнина от катастрофата получава предложение за закупуване на ръкописа си. Първият ѝ роман „Божествени и прокълнати“ от едноименната ѝ поредица е публикуван през 2009 г. Главна героиня е дъщерята на пастора Грейс Дивайн, чийто живот се преобръща, след като среща отново приятеля си от детинство Даниъл Калби.
През 2014 г. е публикуван фентъзи любовния ѝ роман „The Shadow Prince“ от поредицата „В тъмното“.
Писателката е член на „Църквата на Исус Христос на светиите от последните дни“.
Бри Диспейн живее със семейството си в Солт Лейк Сити.

## Произведения

### Серия „Божествени и прокълнати“ (Dark Divine)
1. The Dark Divine (2009)
Божествени и прокълнати, изд.: „Ера, София (2010), прев. Цветана Генчева
2. The Lost Saint (2010)
Изгубеният светец, изд.: „Ера, София (2010), прев. Цветана Генчева
3. The Savage Grace (2012)

#### Съпътстващи издания
- The Lost Letters of Brother Gabriel (2011)

### Серия „В тъмното“ (Into the Dark)
1. The Shadow Prince (2014)
2. The Eternity Key (2015)
3. The Immortal Throne (2016)